# Chaetodon litus
Chaetodon litus är en fiskart som beskrevs av Randall och Caldwell, 1973. Chaetodon litus ingår i släktet Chaetodon och familjen Chaetodontidae. IUCN kategoriserar arten globalt som livskraftig. Inga underarter finns listade i Catalogue of Life.